# Akitoshi Kawazu

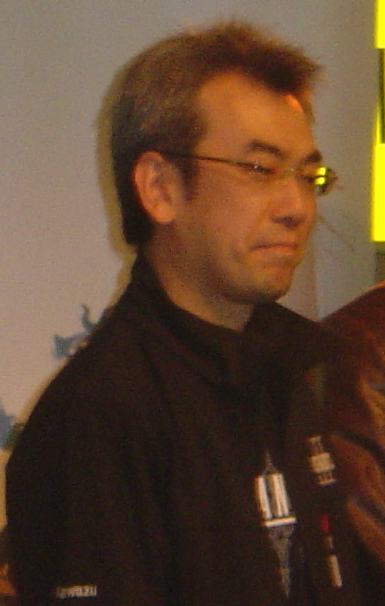
Akitoshi Kawazu al Partito London HMV lancio di Final Fantasy XII nel 2007.

Akitoshi Kawazu (河津 秋敏?, Kawazu Akitoshi; Prefettura di Kumamoto, 1962) è un autore di videogiochi giapponese.

## Biografia
Kawazu è un produttore giapponese di giochi  e game designer. Ha studiato ceramica presso il Tokyo Institute of Technology. Kawazu è entrato nella Square nel 1985. Egli è il creatore della serie SaGa e di Final Fantasy Crystal Chronicles, una serie di videogiochi di ruolo alla giapponese. Riveste l'incarico di produttore esecutivo della Square Enix ed è a capo del team di produzione della società.

## Opere
- Final Fantasy - Game designer
- Final Fantasy II - Game designer
- Final Fantasy Legend - Regista e la designer del scenario
- Final Fantasy Legend II - Regista e la designer del scenario
- Romancing SaGa - Direttore, la designer del scenario, la progettazione del sistema, e la designer delle battaglie
- Romancing SaGa 2 - Direttore, la designer del scenario, e il game designer
- Romancing SaGa 3 - Direttore
- Rudra no Hihō - Direttore
- SaGa Frontier - Produttore e regista
- SaGa Frontier 2 - Produttore
- Legend of Mana - Produttore
- Hataraku Chocobo - Produttore
- Wild Card - Game designer
- Unlimited SaGa - Produttore e regista
- Final Fantasy Crystal Chronicles - Produttore
- Romancing SaGa: Minstrel Song - Produttore e regista
- Code Age Commanders: Tsugu Mono Tsuga Reru Mono - Produttore esecutivo
- Final Fantasy XII - Produttore esecutivo
- Final Fantasy Crystal Chronicles: Ring of Fates - Produttore esecutivo
- Final Fantasy Crystal Chronicles: My Life as a King - Produttore esecutivo
- Final Fantasy Crystal Chronicles: The Crystal Bearers - Produttore e sceneggiatore
- The Last Remnant - Produttore esecutivo
- It's New Frontier - Designer
- Dissidia 012 Final Fantasy – Ringraziamenti speciali
- Theatrhythm Final Fantasy – Ringraziamenti speciali
- Emperors SaGa – Produttore esecutivo
- Theatrhythm Final Fantasy: Curtain Call – Ringraziamenti speciali
- Imperial SaGa – Produttore esecutivo
- Kingsglaive: Final Fantasy XV – Ringraziamenti speciali
- SaGa Scarlet Grace – Produttore, Direttore, designer e designer del scenario